# Viz Media

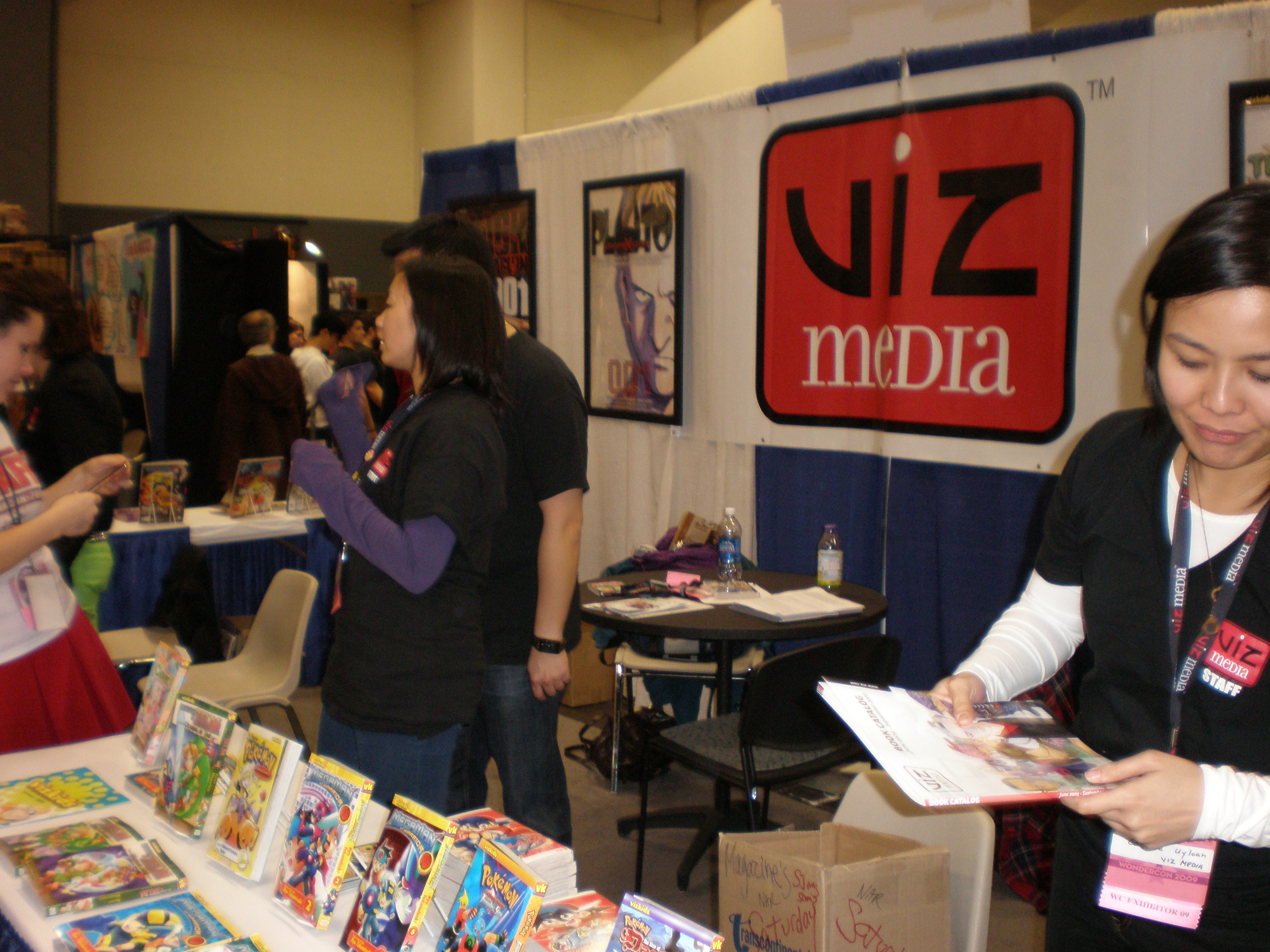
Viz Media stand op de WonderCon 2009

VIZ Media, LLC is een Noord-Amerikaanse uitgeverij van manga-, anime- en andere producten in de Japanse amusementsindustrie, gevestigd in San Francisco.

## Geschiedenis
Het bedrijf is ontstaan uit een fusie van Viz en ShoPro Entertainment in 2005. Viz Media publiceert ook een aantal tijdschriften over anime en manga, met inbegrip van Amerikaanse uitgaven van de Japanse bladen als Weekly Shonen Jump. Er wordt nauw samengewerkt met de Japanse uitgevers Shueisha en Shogakukan, die sinds 2002 en 2003 beide aandeelhouder van het bedrijf zijn. Bijna alle manga-series van Shueisha worden uitsluitend uitgegeven door Viz Media op de Amerikaanse markt.
De uitgever is als Viz Media Europe ook in Europa actief.